# Psammoecus parallelus
Psammoecus parallelus es una especie de coleóptero de la familia Silvanidae.

## Distribución geográfica
Habita en el oeste de África.